# 北地区コミュニティバス

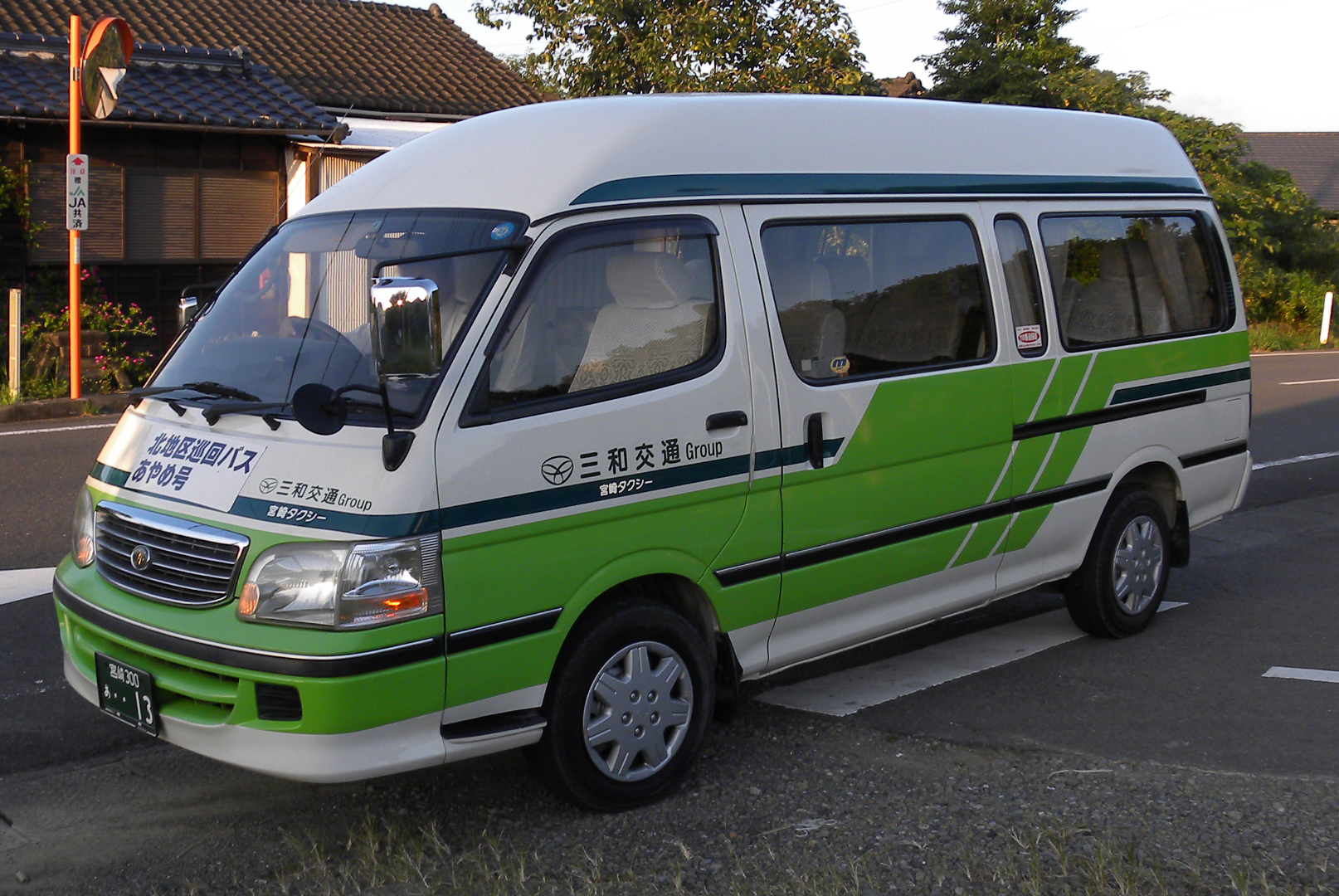
北地区コミュニティバスの車両

北地区コミュニティバス（きたちくコミュニティバス）は、かつて宮崎県宮崎市北地区で運行されていたコミュニティバス（自治体バス）である。愛称は「あやめ号」。2007年（平成19年）12月12日運行開始。
宮崎市が木花地区で運行していたコミュニティバスである木花巡回バス「このはなバス」とともに利用者減少により廃止され乗合タクシーへ移行し、北地区コミュニティ交通「あやめ号」へ再編された。

## 概要
2003年（平成15年）9月末をもって北地区を運行する一般路線バス（倉岡 - 瓜生野（野首下）間）が廃止された。これに伴い同年9月に「北地区巡回バス運行協議会」を設立し、同年10月から巡回バス「あやめ号」を運行開始した。
その後、2006年（平成18年）に「北地区コミュニティバス導入検討委員会」を設置し、翌2007年（平成19年）10月に「北地区コミュニティバス運行協議会」へ改組、同年12月12日から北地区コミュニティバス「あやめ号」としての運行を開始した。2009年（平成21年）10月には瓜生野地区での運行を終了している。しかしその後も利用者数は伸び悩み、年間利用者数は約2,700人をピークに年々減少し、2018年（平成30年）度は年間1,658人まで落ち込み、コミュニティバスの運行継続が困難となった。
そのため、木花巡回バスとともに廃止と乗合タクシーへの移行が決定され、コミュニティバスに代えて乗合タクシー「あやめ号」を導入することとした。そして乗合タクシーの運営主体として「木花地域乗合タクシー運行協議会 北地区あやめ号運行協議会」を設置し、2020年（令和2年）4月1日から乗合タクシー「あやめ号」の試験運行を開始し、北地区コミュニティバス「あやめ号」から移行した。試験運行終了後に乗合タクシー「あやめ号」は本格運行へ移行し、北地区コミュニティ交通「あやめ号」と改称された。

## 運行内容
- 地元自治会などで構成される「北地区コミュニティバス運行協議会」が運営主体となり、運行は宮崎タクシーに委託されていた。
- 運賃は1乗車200円。
- 運行日は月曜日・水曜日・金曜日。

## 沿革
- 2007年12月12日 - 運行開始。
- 2008年10月1日 - ダイヤ変更、一部路線変更。
- 2009年10月1日 - ダイヤ変更、一部路線変更、運転日を週3日に変更。

## 路線

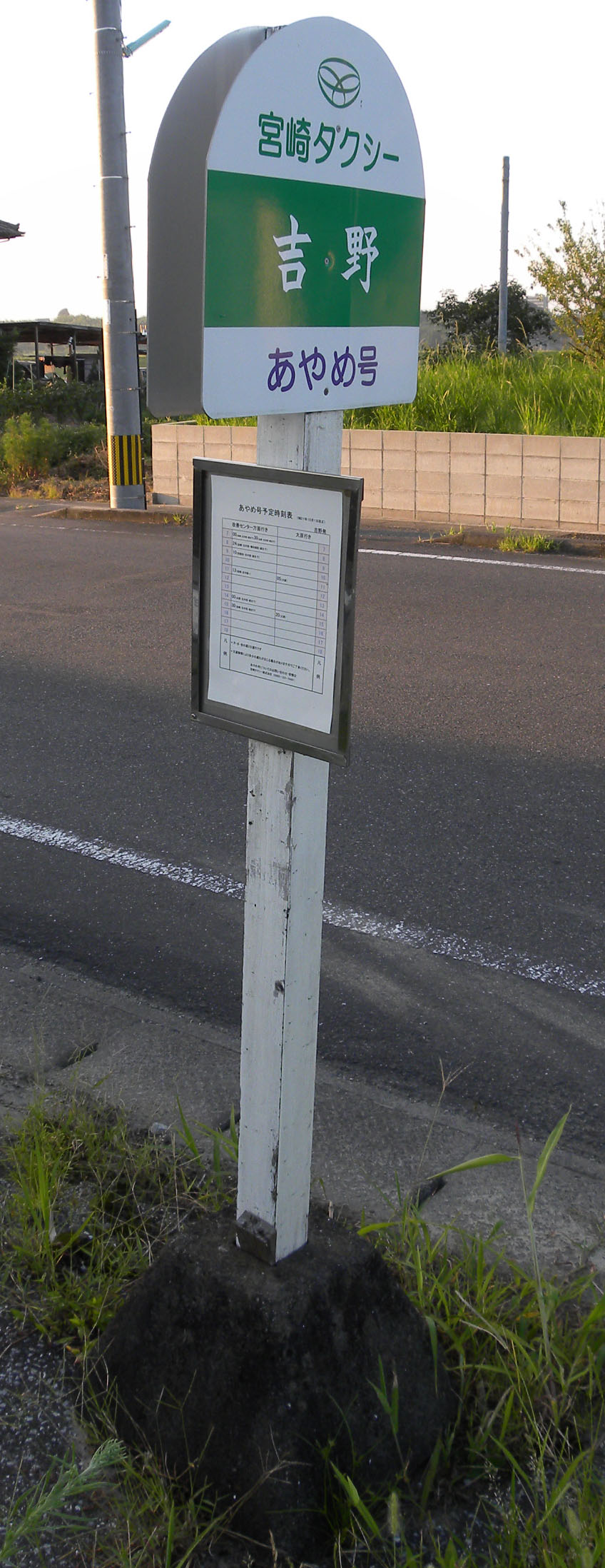
北地区コミュニティバスのバス停

### 2009年時点
2009年10月1日改正時点の系統は以下の通り。
1. 大原→吉野→金崎上2→金崎上1→朝倉観音→金崎下2→元JA柳瀬→北中西→増田病院→組合下→改善センター
大原発の下り1本のみ。
2. 大原←吉野←金崎上2←金崎上1←刑務所←元JA柳瀬←北中西←増田病院←組合下←改善センター
大原行きの上り1本のみ。
3. 吉野 - 金崎上2 - 金崎上1 - 刑務所 - 元JA柳瀬 - 北中西 - 組合下 - （ウイリー） - 改善センター
下り3本、上り1本。ウイリー経由は下り2本。
4. 吉野 - 金崎上2 - 金崎上1 - 朝倉観音 - 金崎下2 - 元JA柳瀬 - 北中西 - 組合下 - （ウイリー） - 改善センター
1日2往復。ウイリー経由は上り1本のみ。
5. 改善センター - ほがらか湯
1日1往復。
6. 大原→吉野→金崎上2→金崎上1→朝倉観音→金崎下2→元JA柳瀬→北中前→改善センター
大原発の下り1本のみ。
7. 大原←吉野←金崎上2←金崎上1←刑務所←元JA柳瀬←北中西←組合下←ウイリー←改善センター
大原行きの上り1本のみ。
8. 吉野←金崎上2←金崎下2←元JA柳瀬←北中西←組合下←改善センター
上り最終1本のみ。上記停留所のみ停車。

### 2008年時点
2008年10月1日時点の系統は以下の通り。土曜日・日曜日運休、月曜日 - 金曜日は祝日の場合も運転。
- 吉野 - 金崎上1 - 朝倉観音 - 元JA柳瀬 - 北中前 - 改善センター - 元矢野整形
  - 上下計7便運行。
- 吉野 - 金崎上1 - 上園 - 元JA柳瀬 - 北中前 - 改善センター - 元矢野整形
  - 上下計6便運行。
- 大原 - 吉野 - 金崎上1 - 朝倉観音 - 元JA柳瀬 - 北中西 - （増田病院） - JA北支店 - 改善センター
  - 上下計2便運行。増田病院経由は1便のみ。
- 吉野 - 金崎上1 - 朝倉観音 - 元JA柳瀬 - 北中西 - JA北支店 - 改善センター
  - 上下計1便のみ運行。
- 大原 - 吉野 - 金崎上1 - 上園 - 元JA柳瀬 - 北中前 - 改善センター - 元矢野整形
  - 上下計2便運行。
- 改善センター - 元矢野整形 - 上北公民館 - ほがらか湯
  - 上下計2便運行。
- 改善センター - 瓜生野小前 - 八幡神社 - ほがらか湯
  - 上下計2便運行。
- 改善センター - 北中西 - 大瀬町公民館 - 増田病院 - 向原 - ほがらか湯
  - 上下計2便運行。

## 車両
10人乗りジャンボタクシー（トヨタ・ハイエース）1台が使用されていた。